# Gon Boussougou
Gon Boussougou (également orthographié Gomboussougou ou Gombousgou) est une commune et le chef-lieu du département de Gomboussougou situé dans la province du Zoundwéogo de la région Centre-Sud au Burkina Faso.

## Géographie
Gon Boussougou est localisé à environ 45 km au sud-est de Manga. La commune est traversée par la route nationale 29 allant au sud-est vers Zabré et au-delà la frontière ghanéenne.

## Histoire
Gon Boussougou résulte de la fusion des villages de Gon et Assowo[réf. nécessaire]. Le village a été fondé par Naba, fils de Wali, venu de Gambaga au Ghana l’ancêtre de l’actuelle famille royale, la famille Maré. Des conflits de succession ont contraint Naba Soga, un descendant de Naba, à s’installer à Assowo.[réf. nécessaire] Dans la commune de Gon Boussougou, la communauté bissa cohabite avec les Mossé depuis cinq siècles.
À la fin du XVIIIe siècle, les Bissa adoptent la chefferie et celle de Mossé y fit allégeance. Cela rapproche les communautés bissa et mossé. La société bissa est centraliste mais moins hiérarchisée que celle moaga. Elle utilise la gérontocratie comme système de gouvernement.[réf. nécessaire]

## Services publics

### Santé et éducation
Gon Boussougou accueille un centre de santé et de promotion sociale (CSPS) tandis que le centre médical avec antenne chirurgicale (CMA) le plus proche se trouve à Manga.
Plusieurs écoles primaires sont réparties dans les différents secteurs de la commune.

### Sécurité
Un poste de police régionale est présent sur le territoire de la commune, à la sortie de la ville en direction de Zabré, ainsi qu'une brigade territoriale de gendarmerie située à l'entrée de la ville en venant de Manga.